# Нуклеозидные ингибиторы обратной транскриптазы
Нуклеозидные ингибиторы обратной транскриптазы — группа антиретровирусных препаратов, имеющих структурное сходство с нуклеотидами, входящих в состав ДНК или РНК, что обеспечивает свойство препаратов группы конкурентно блокировать фермент ВИЧ или вируса гепатита B обратной транскриптазы и избирательно ингибировать репликацию вирусной ДНК. Именно к этой группе относят первый препарат, который был утвержден для лечения ВИЧ/СПИДа — это зидовудин, который был зарегистрирован в 1987 году. Большинство препаратов группы активны по отношению к вирусу ВИЧ I и ВИЧ II типа, часть препаратов группы активная и к вирусу гепатита B.

## Классификация
Все нуклеозидные ингибиторы обратной транскриптазы можно разделить на производные соответствующих нуклеотидных оснований:
- Аналоги тимидина — зидовудин, фосфазид, ставудин, телбивудин, клевудин
- Аналоги аденина — диданозин, адефовир
- Аналоги цитидина — зальцитабин, ламивудин, эмтрицитабин
- Аналоги гуанина — абакавир
- Аналоги аденозина — тенофовир
- Аналоги гуанозина — энтекавир

## Механизм действия
Нуклеозидные ингибиторы обратной транскриптазы после приема внутрь метаболизируются до активных производных — дифосфатов или трифосфатов, которые конкурентно блокируют фермент вируса обратной транскриптазы, ингибируют α-, β- и γ- ДНК-полимеразы вирусов ВИЧ и вируса гепатита B, избирательно ингибируют репликацию вирусной ДНК, но не влияют на ферменты организма человека. Нуклеозидные ингибиторы обратной транскриптазы активны в инфицированных вирусом ВИЧ Т-лимфоцитах и макрофагах и ингибируют ранние стадии жизненного цикла ВИЧ.

## Фармакокинетика
Большинство нуклеозидных ингибиторов обратной транскриптазы хорошо всасываются в желудке, с достижением максимальной концентрации в крови в течение 1 часа. Препараты группы хорошо распределяются в тканях и жидкостях организма, большинство препаратов хорошо проникает через гемато-энцефалический барьер, плацентарный барьер и выделяются в грудное молоко. В организме все нуклеозидные ингибиторы обратной транскриптазы фосфорилируются до активных производных, имеющих удлиненный период полувыведения из клеток. Метаболизируются большинство препаратов группы в печени, часть препаратов группы (зальцитабин, тенофовир, телбивудин) не метаболизируется. Выводятся препараты группы из организма преимущественно почками в виде неактивных метаболитов, частично в неизмененном виде; частично выводятся из организма с калом. Период полувыведения препаратов группы колеблется от 1 часа (зидовудин) до 128 часов (энтекавир), в большинстве препаратов период полувыведения удлиняется при почечной недостаточности.

## Применение
Большинство нуклеозидных ингибиторов обратной транскриптазы применяют для лечения ВИЧ -инфекции, в том числе у беременных женщин для профилактики вертикальной передачи ВИЧ ребёнку (зидовудин, ламивудин) и для профилактики профессионального заражения вирусом ВИЧ у медицинских работников. Ламивудин, эмтрицитабин и тенофовир активны как к ВИЧ, так и к вирусу гепатита B, поэтому их можно применять при сочетанной инфекции ВИЧ и гепатита B. Телбивудин, клевудин, энтекавир и адефовир применяют исключительно при хроническом вирусном гепатите B.

## Противопоказания
Абсолютным противопоказанием к применению препарата из группы нуклеозидных ингибиторов обратной транскриптазы является гиперчувствительность к данному препарату. Относительными противопоказаниями к применению препаратов группы является почечная и печеночная недостаточность, периферическая нейропатия, выраженная анемия (Нb <75 г / л), кормление грудью. С осторожностью препараты группы назначают при беременности, особенно для лечения вирусного гепатита B.